# Robotech 3000
Robotech 3000 fue el intento de  Harmony Gold  para revivir la franquicia de Robotech  antes del 2000. Tras el éxito relativo de Voltron: la tercera dimensión y Roughnecks: Starship Troopers Chronicles,  esta secuela se propuso que usaría gráficos 3D CG, con el productor Jason Netter y escritor Carl Macek en la cabeza.

## Historia y desarrollo
La historia se basa en una era de paz en una federación interplanetaria de mil años en el futuro, para evitar conflictos con la continuidad de Robotech enrevesado.
Algunos de los nuevos conceptos presentados fueron las  Excavadoras Veritech, las naves del grupo Proteus, pero ninguno de los aspectos del anime como las máquinas transformables de la serie anterior se ve. La respuesta a la Robotech 3000 tráiler promocional en el 2000 FanimeCon convención de anime fue desastroso. Gran parte de la apreciación negativa se refería al estilo artístico distintivo de la serie anime original  que se sustituye por genéricos personajes CGI con un estilo que se parecían a los de ReBoot. En el 2000 San Diego Comic-Con, se reveló que el proyecto CG había sido anulado, no sólo debido a las respuestas negativas de los fanes, sino también por América estudio de animación digital Netter, que había sido contratado para producir el proyecto, había declarado en quiebra a principios de ese año.
Se hizo un intento de salvar la serie como un anime estilo de producción de Tatsunoko Production (el estudio japonés de la animación original de Robotech) y algunos de producción de arte pre se ha producido, pero esto también fue cancelada debido a un nuevo régimen de empleados se unió a Harmony Gold a una vez más reiniciar la franquicia de Robotech y comenzar el desarrollo  de Robotech: The Shadow Chronicles.

## Lanzamiento en DVD
A pesar de Robotech 3000 parecía haber sido víctima de la "maldición de los Centinelas", el tráiler fue puesto en libertad como parte de una edición de coleccionista en el DVD de Robotech: The Shadow Chronicles el 20 de noviembre de 2007.